# MOL Aréna Sóstó
Het MOL Aréna Sóstó is een multifunctioneel stadion in Székesfehérvár, een stad in Hongarije.

## Bouw en opening
De bouw van het stadion begon met de afbraak van het vorige stadion, het Sóstóistadion, in december 2018. Tussen november 2016 en september 2018 werd dit stadion gebouwd. De opening zou aanvankelijk in 2017 zijn maar werd uitgesteld tot 21 november 2018. Op die dag speelde Fehervar tegen Ujpest (1–0).

## Gebruik
Het stadion wordt vooral gebruikt voor voetbalwedstrijden, de voetbalclub MOL Fehérvár FC maakt gebruik van dit stadion. In het stadion is plaats voor 14.201 toeschouwers. Er staan ook wedstrijden gepland voor het Europees kampioenschap voetbal onder 21 van 2021. In dit stadion zullen een aantal groepswedstrijden, een kwartfinale en de halve-finale van het toernooi gespeeld worden.

## Afbeeldingen

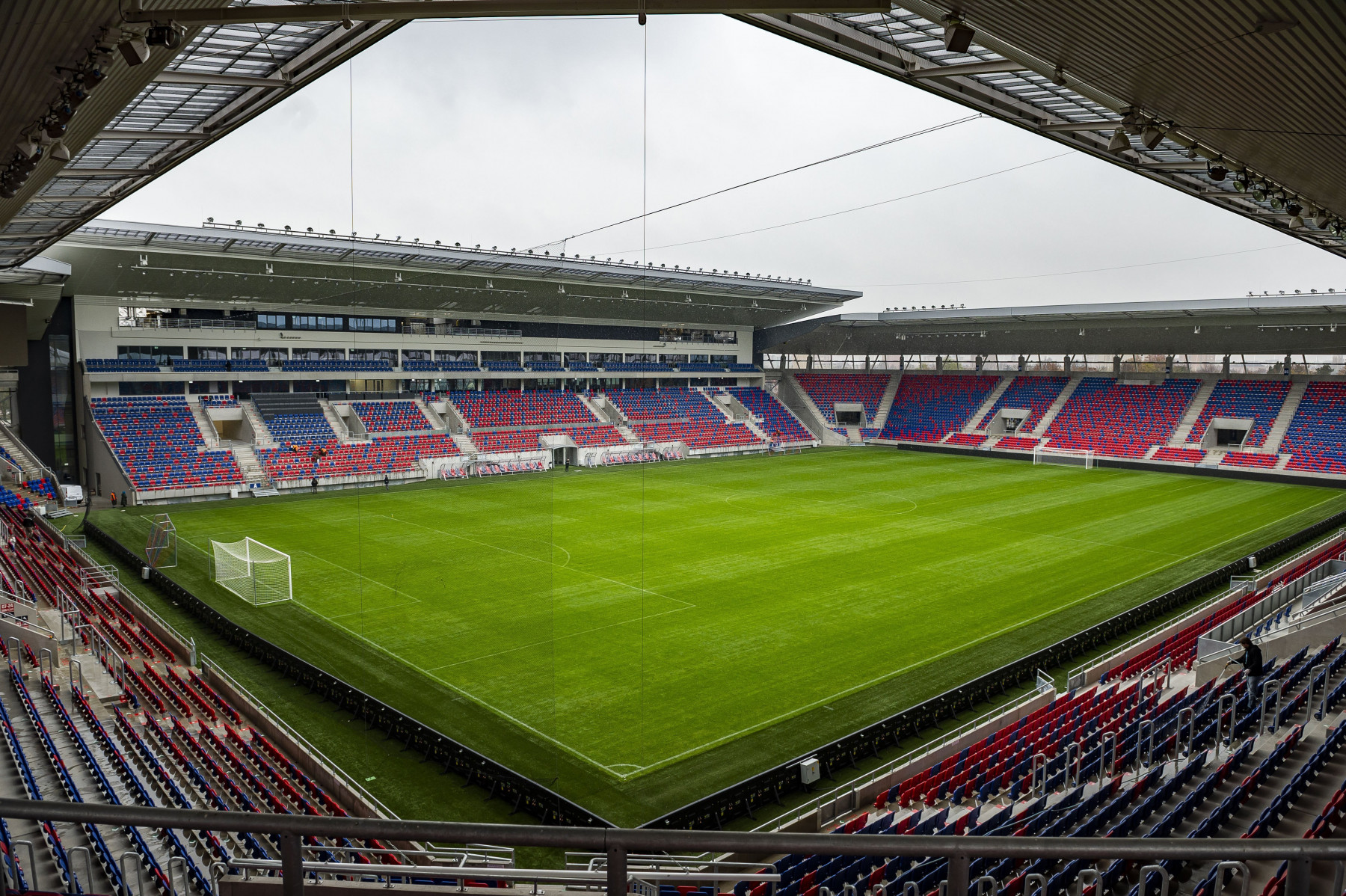
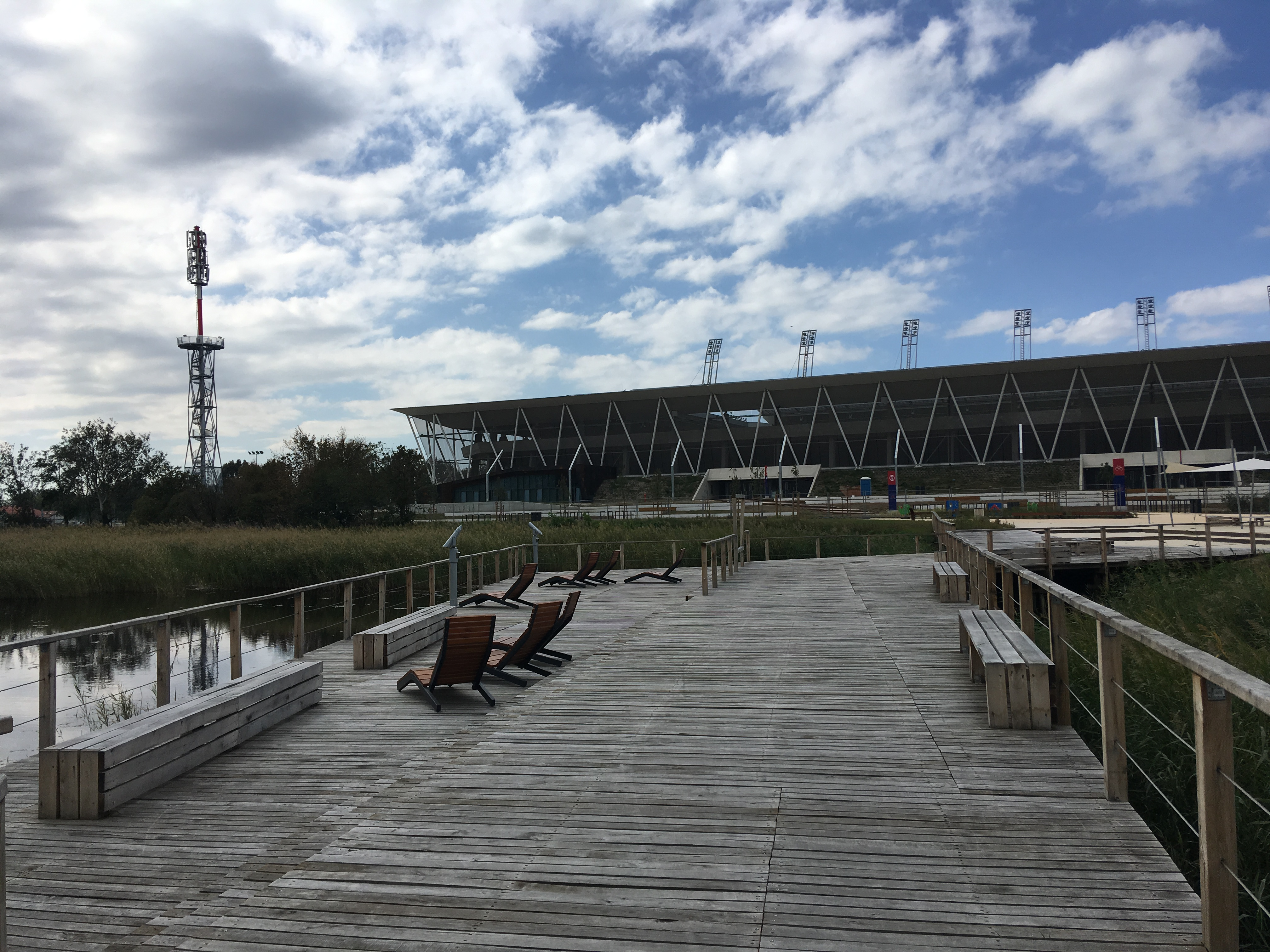